# Bustuchin (gmina)
Bustuchin – gmina w Rumunii, w okręgu Gorj. Obejmuje miejscowości Bustuchin, Cionți, Motorgi, Nămete, Poiana-Seciuri, Poienița, Pojaru i Valea Pojarului. W 2011 roku liczyła 3376 mieszkańców.